# Kostas Kasapoğlu
Kostas Kasapoğlu o Kosta Kasapoğlu, més conegut com a Koço Kasapoğlu, (Büyükada, Adalar, Istanbul, 1 de gener de 1935 - Kadıköy, İstanbul, 5 d'abril de 2016) va ser un futbolista turc dels anys 1950, 1960 i principis de 1970.

## Vida
Kasapoğlu, d'origen grec, va a ser un dels fils de Niko Kasapoğlu, un berber (perruquer d'homes). El seu germà major Apostol també va a ser futbolista, però no famós.

## Carrera esportiva
Kasapoğlu començà al futbol amateur a Adalarspor i professional a Beyoğluspor i jugà molts anys a l'equip d'İstanbulspor a la Lliga d'Istanbul, i només una vegada pel Fenerbahçe SK en un partit contra Dinamo Moscou, a causa de la por a volar de Lefter, a qui reemplaça en aquest partit com a jugador convidat.
Kasapoğlu és famós com el "Rei dels Penals", ja que dels 501 penals que ha tirat en la seva carrera futbolística, només en va fallar un (contra el BJK) i diu que va aprendre tirar penals de Lefter. Kostas Kasapoğlu ha fet 96 gols per l'İstanbulspor, en uns 400 partits entre 1956-1972, i amb aquesta xifra ha esdevingut el major golejador d'aquest equip en la seva història.
Kostas Kasapoğlu jugà un cop a l'equip nacional turc, el 1956, contra Txecoslovàquia, a Praga, i diverses vegades en l'equip nacional B.

## Últims anys
Kostas Kasapoğlu viu a Atenes des que va deixar el futbol; com verdulaire fins al a 2009 i després com a jubilat. El juny de 2015 anà a Istanbul com a convidat de l'İstanbulspor però va tenir un atac cardíac que el va portar a ser hospitalitzat.

## Llegat
Segons Ahmet Ürkmezgil, ex jugador d'İstanbulspor i actual Secretari General de Beşiktaş Jimnastik Kulübü, Kasapoğlu és considerat una llegenda per İstanbulspor.